# Ткаченко Володимир Матвійович
Володи́мир Матві́йович Ткаче́нко (2 січня 1903, Помічна — 13 травня 1983, Київ) — радянський офіцер, Герой Радянського Союзу, у роки німецько-радянської війни начальник інженерних військ — заступник командувача по інженерним військам 8-ї гвардійської армії 1-го Білоруського фронту, гвардії генерал-майор інженерних військ.

## Біографія
Народився 2 січня 1903 року в селі Помічна (нині Новоукраїнського району Кіровоградської області) в сім'ї селянина. Українець. Закінчив 9 класів.
У Червоній Армії з 1920 року. Учасник громадянської війни в 1921–1922 роках. У 1924 році закінчив Казанську військово-інженерну школу. Член ВКП(б) з 1925 року. У 1936 році закінчив курси удосконалення командного складу інженерних військ.
Учасник радянсько-німецької війни з березня 1942 року. Воював на Південному, Сталінградському, Південно-Західному, 3-му Українському і 1-му Білоруському фронтах.
Брав участь у Сталінградській битві, де на нього було покладено інженерне забезпечення бойових дій 62-ї армії. Після закінчення битви командуванням 62-ї армії за зразкове виконання бойових завдань командування, надійне інженерне забезпечення з'єднань армії, впевнене управління підлеглими з'єднаннями та частинами В. М. Ткаченко був представлений до ордена Вітчизняної війни 2-го ступеня. Проте представлення залишилося нереалізованим.
Надалі В. М. Ткаченко брав участь в Ізюм-Барвінківській наступальній операції та Донбаській стратегічній наступальній операції, впевнено керуючи підлеглими інженерними частинами і забезпечуючи успішне виконання бойових завдань військами 8-ї гвардійської армії. Розвиваючи наступ в напрямку Дніпра, з'єднання армії у взаємодії з іншими військами Південно-Західного фронту 14 жовтня 1943 року відвоювали місто Запоріжжя, форсували Дніпро на південь від Дніпропетровська і оволоділи плацдармом на його правому березі. Гвардії полковник В. М. Ткаченко зумів так розпорядитися наявними силами і засобами, щоб бойові завдання були вирішені у встановлені терміни і з мінімальними втратами. Своєчасна доставка на плацдарм танків, протитанкової і зенітної артилерії, запасів протитанкових та протипіхотних мін забезпечили утримання плацдарму і відбиття контратак противника. 2 листопада 1943 року В. М. Ткаченко був нагороджений орденом Червоного Прапора.
У листопаді 1943 року війська 8-ї гвардійської армії вели наступ на криворізькому напрямку, потім займали оборону на північ від Нікополя. Взимку і навесні 1944 року армія брала участь в розгромі противника на Правобережній Україні, наступала на напрямку головного удару фронту в Нікопольсько-Криворізькій, Березнегувате-Снігурівській та Одеській операціях. 10 квітня війська армії у взаємодії із з'єднаннями 5-ї ударної, 6-ї армій і кінно-механізованою групою відвоювали Одесу і вийшли до Дністровського лиману. За зразкове виконання завдань командування щодо інженерного забезпечення бойових дій військ армії в цих операціях В. М. Ткаченко був нагороджений орденами Леніна і Суворова 2-го ступеня.
З 15 червня 1944 року 8-а гвардійська армія була включена до складу 1-го Білоруського фронту і висунута на Ковельському напрямі. У липні-серпні 1944 року з'єднання армії форсували Західний Буг у ході Люблін-Брестської операції і брали участь у визволенні Любліна.
У серпні 1944 року війська 8-ї гвардійської армії вийшли до Вісли в районі міста Магнушев (Польща). Перед В. М. Ткаченко стояла чергова серйозна задача — забезпечення форсування великої водної перешкоди і успішних дій з'єднань і частин армії на плацдармі. Своєчасне маневрування інженерними силами, швидке і рішуче реагування на мінливу обстановку сприяло успішним бойовим діям військ. Після захоплення плацдарму В. М. Ткаченко особисто очолив роботи з наведення важкої поромної переправи і понтонного моста для переправи танкових частин. Своєчасне посилення військових частин на плацдармі дозволило успішно відбити контратаки противника і розширити захоплений плацдарм. 13 вересня 1944 року йому було присвоєно військове звання «гвардії генерал-майор інженерних військ».
З 14 січня 1945 року війська армії брали участь у Вісло-Одерської стратегічної операції, у взаємодії з іншими військами 19 січня звільнили місто Лодзь і, не давши відступаючому противнику закріпитися, сходу форсували річку Одер. Значний внесок в успіх дій передових частин 8-ї гвардійської армії внесла продумана робота генерала В. М. Ткаченка щодо посилення першого ешелону інженерними частинами і підрозділами, завчасної підготовки та накопичення плавзасобів. Особливу увагу начальником інженерних військ армії було приділено застосуванню 273-го окремого моторизованого батальйону особливого призначення, який мав на озброєнні 61 плаваючий автомобіль і призначався для забезпечення першого рішучого кидка через річку.
У другій половині лютого 1945 року 8-а гвардійська армія утримувала захоплений нею плацдарм на лівому березі Одеру і виробляла інженерні роботи з його закріплення. Глибина плацдарму на деяких ділянках становила всього 1 200 метрів, що дозволяло противнику переглядати всі розташування радянських військ і піддавати їх вогневому впливу. На плацдармі на лівому березі Одеру займали оборону 4-й і 28-й гвардійські стрілецькі корпуси з доданими їм частинами. Дивізії другого ешелону, резерви і тили армії знаходилися на правому березі. Багато сил і часу було потрібно генералу В. М. Ткаченку для підтримки комунікацій армії, утримання переправ, які піддавалися дії артилерії і авіації противника. У той же час інженерні частини готувалися до подальшого наступу. Проводилася підготовка саперів, мінерів, понтонерів, шляховиків, ремонтувалася і поповнювалася інженерна техніка, відпрацьовувалися дії штурмових інженерних підрозділів. Весь цей комплекс заходів був у центрі уваги начальника інженерних військ армії.
Героїчні двомісячні бої за утримання захопленого 31 січня невеликого плацдарму і за розширення його до кінця березня до 45 км по фронту і до 10 км у глибину з'явилися важливим і відповідальним ланкою у підготовці Берлінської наступальної операції. Був створений великий плацдарм, придатний для розгортання на ньому основних сил 1-го Білоруського фронту для здійснення удару безпосередньо на берлінському напрямку. Наявність за 60 км від Берліна подібного плацдарму звільнило радянські війська від необхідності форсувати Одер у ході Берлінської операції та дало можливість не лише прискорити проведення цієї наступальної операції, але й уникнути зайвих, неминучих при форсуванні річки втрат. Значна частка успіху 8-ї армії належала інженерним військам армії під керівництвом В. М. Ткаченко.
Указом Президії Верховної Ради СРСР від 6 квітня 1945 року гвардії генерал-майору інженерних військ Ткаченку Володимиру Матвійовичу присвоєно звання Героя Радянського Союзу з врученням ордена Леніна і медалі «Золота Зірка» (№ 5174).
Свій бойовий шлях 8-а гвардійська армія завершила участю у Берлінській стратегічної операції. Сапери генерала В. М. Ткаченка забезпечили форсування річки Шпрее на підручних засобах на всьому фронті наступу. Для переправи танків і артилерії вони використовували захоплений міст у районі Кепеника, а також два парки Н2П і два парки НЛП, зібравши з них десять поромів різної вантажопідйомності.
Після війни В. М. Ткаченко продовжив службу у Збройних Силах. У 1948 році закінчив вищі академічні курси при Військовій академії Генерального штабу. З 1956 року — генерал-лейтенант. Був начальником інженерних військ ряду загальновійськових об'єднань, Групи радянських військ у Німеччині, Прикарпатського військового округу. Начальник штабу цивільної оборони Української РСР на 1963—1965 роки.

Могила Володимира Ткаченка

З 1969 року — у відставці. Жив у Києві. Помер 13 травня 1983 року. Похований на Лук'янівському військовому кладовищі в Києві.

## Нагороди
Нагороджений трьома орденами Леніна (в тому числі 25 червня 1944, 6 квітня 1945), п'ятьма орденами Червоного Прапора (у тому числі 2 листопада 1943), орденом Суворова 2-го ступеня (3 червня 1944), медалями.